# Izora Armstead
Izora Rhodes-Armstead (6 de juliol de 1942 a Houston – 16 de setembre de 2004 a San Leandro, Califòrnia) fou una cantautora afroamericana. Coneguda per la seva veu distintivament aguda, Armstead va aconseguir la fama per ser una de les dues cantants del duet musical Two Tons O'Fun que cantava els cors pel cantant de música disco afroamericà Sylvester. Després d'obtenir propi disc, tres cançons seves van aconseguir un gran èxit comercial en les sales de ball. El 1982 el duet es va passar a anomenar The Weather Girls. Ja amb aquest nom, van crear el seu single més famós It's Raining Men, que va fer que el duet assolís els primers llocs en la indústria musical. Com a duo, The Weather Girls van crear cinc àlbums i estava molt present en els àlbums de Sylvester .
Després que el duet se separés al 1988, Armstead va editar un single "Don't Let Love Slip Away" (1991). Al 1991, es va reformar el duet incloent-hi la seva filla Dynelle Rhodes, que ja anteriorment havia fet cors per a elles. En el transcurs d'una dècada, van publicar tres àlbums: Double Tons of Fun (1993), Thing Big! (1995), i Puttin' On The Hits (1999).
Armstead va morir el 16 de setembre de 2004 per una insuficiència cardíaca a l'edat de 62 a San Leandro, Califòrnia.

## Vida
Quan era una nena va anar a viurea San Francisco, Califòrnia amb la seva família. Va començar a tocar el piano als 4 anys i va començar cantar als vuit.Finalment, Rhodes es va convertir en vocalista principal i pianista del San Francisco Inspirational Choir. Rhodes estudià música clàssica al San Francisco Conservatory. Ella es va inspirar en les seves cantants favorites, Mahalia Jackson i Clara Ward.
El 1975, Rhodes tenia set fills, sis nens i una nena, que va mantenir com a mare soltera. Rhodes va haver de treballar de cambrera i d'auxiliar d'infermeria. A més a més, Rhodes també va tre ballar de pianista i professora de cant. El 1976, Rhodes es va tornar a casar i va obtenir el seu nou cognom de casada, Armstead. Segons el llibre autobiogràfic The Fabulous Sylvester: The Legend, the Music in San Francisco escrit per Joshua Gamson, va tenir un total d'onze fills amb el seu nou marit. A partir d'aquest any va liderar eventualment un grup de gospel anomenat News of the World en el que també hi cantava la seva amiga Martha Wash que posteriorment seria l'altre meitat dels seus duets.

## Carrera musical

### 1976-1981: Sylvester & Two Tons O'Fun
El febrer 1976 Martha Wash va fer una audició per a cantar com a cor pel cantautor Sylvester. Impressionat amb la seva actuació vocal, Sylvester li va demanar si tenia alguna amiga amb la que podia cantar; d'aquesta manera, aquesta li va presentar a Izora Rhodes. Tot i que ell es referia a elles simplement com "les noies", Wash i Rhodes van formar un duet musical anomenat <i>Two Tons O'Fun</i> (a vegades anomenades com "The Two Tons"). El duet va debutar com a cor de Sylvester en el seu tercer àlbum, editat el 1977l. El 1978, Sylvester va editar el seu quart àlbum Step II, que també acreditava que el duet The Two Tons cantava els cors. El 1979, el duet va cantar els cors en l'àlbum de Sylvester gravat en viu, Living Proof. Més tard, al mateix any, Two Tons van gravar el seu primer disc en solitari per Fantasy Records.
El 24 de gener de 1980, el duet va presentar el seu primer àlbum, titulat Two Tons of Fun. En aquest àlbum hi van aparèixer dos singles importants, "Earth Can Be Just Like Heaven" i "I Got the Feeling". El mateix any van presentar el seu segon àlbum, Backatcha. En aquest hi havia el síngle "I Depend on You", que també va ser molt important..

### 1982-1988: The Weather Girls
El 1982, el duet va presentar el seu single "It's Raining Men". Aquesta cançó es va convertir en la seva obra més important i va arribar a estar en el llco 45è de les cent millors cançons de Billboard. Després d'aquest èxit, el duet va canviar el seu nom i es van passar a dir The Weather Girls. El 22 de gener de 1983, van publicar el seu tercer àlbum, Success. Aquest va estar llistat en el lloc dinovè en la llista de Hot R&B/Hip-Hop Songs. El 1985, el duet va editar el seu quart àlbum Big Girls Don't Cry. El 1988, el duet va publicar el seu cinquè àlbum titulat amb el seu propi nom. Després d'això, Columbia va deixar de ser la seva companyia i el duet es va separar. Les dues van continuar amb la seva carrera en solitari.

### 1989-1991: Carrera en solitari
Seguint de la separació del duet, Armstead intentar continuar amb la seva carrera en solitari. Va fer una gira en solitari cantant cançons del duet i el 1991 va llançar el senzill "Don't Let Love Slip Away".

### 1991-2004: Reforma de The Weather Girls
Després d'una pausa en les que les dues cantants van seguir les seves carreres en solitari, Armstead va reformar el grup The Weather Girls incloent-hi la seva filla Dynelle Rhodes i es van reubicar a Alemanya el 1991. El 1993 van llançar el seu primer àlbum juntes, Double Tons of Fun. Aquest contenia el senzill "Can You Feel It", que va aconseguir arribar al segon lloc de la llista de cançons dance de Billbboard i va aconseguir arribar al lloc número 75 a les llistes d'èxits d'Alemanya. El seu següent àlbum "Think Big!" fou editat el desembre de 1995. Aquest també inclou una versió del hit de 1979 de Sylvester, "Stars", que havia estat gravat a duo amb el cantant de pop escocès Jimmy Somerville.
El 1999, el duet va publicar el seu vuitè àlbum d'estudi Puttin' On The Hits que van contenia una col·lecció de cançons disco. El 2002 van competir juntament amb els Disco Brothers al concurs d'Eurovisió amb la seva cançó "Get Up".

## Mort i últins anys de vida
El 2004 Armstead va gravar el senzill "Big Brown Girl" amb el duet. L'agost de 2004 va tornar a viure a la zona de la Badia de San Francisco per a tractar-se dels seus problemes de salut coronaris. En mitjans de setembre de 2004, Armstead es va visitar a l'Hospital de San Leandro, on van detectar el deteriorament important de la seva salut. El 16 de setembre de 2004, Armstead morí per una insuficiència cardíaca a l'edat de 62 a San Leandro, Califòrnia. Va ser sobreviscuda pels seus set fills. El seu funeral va ser celebrat a l'església baptista de St. John Missioner de San Francisco, Califòrnia. Fou enterrada al Cypress Lawn Memorial Park de Colma.

## Llegat
Al final de la seva carrera, Armstead acumulava 3 senzills que havien arribat al número u de la música dance: "Dance (Disco heat)" (1978) i "You Make Me Feel (Mighty Real)" (1978) amb Sylvester; i "It's Raining Men" amb The Weather Girls. El seu senzill "It's Raining Men" fou llistada en el lloc 35è de les 100 millors cançons de música disco el 2000 perVH1, i també aconseguí el lloc 35 de les 100 millors cançons de la dècada de 1980 el 2009. La filla d'Armstead, Dynelle Rhodes va rebre els drets d'autor del nom del duet. Aquesta va fitxar a la cantant Ingrid Arthur i el duet va esdevenir un grup tribut a la seva mare. El 2005 va dedicar el disc del duet "Totally Wild" a Armstead. El 2012, Rhodes va reemplaçar Ingrid Arthur per la cantant Dorrey Lin Lyles.
El 14 de setembre de 2014, va debutar a Broadway el musical sobre Sylvester, Mighty Real: Un Fabulous Musical. L'actriu Anastacia McCleskey va fer el paper d'Amstead.